# فرد اوکانر
فرد اوکانر (انگلیسی: Fred O'Connor; ۴ آوریل ۱۹۰۲ – ۱ ژانویهٔ ۱۹۵۲) بازیکن فوتبال اهل ایالات متحده آمریکا بود.